# Nicaragua az 1976. évi nyári olimpiai játékokon
Nicaragua a kanadai Montréalban megrendezett 1976. évi nyári olimpiai játékok egyik részt vevő nemzete volt. Az országot az olimpián 6 sportágban 15 sportoló képviselte, akik érmet nem szereztek.

## Atlétika
Férfi
| Versenyző         | Versenyszám | Előfutam | Előfutam | Előfutam | Negyeddöntő | Negyeddöntő | Negyeddöntő | Elődöntő | Elődöntő | Elődöntő | Döntő   | Döntő    |
| Versenyző         | Versenyszám | Idő      | Hely.    | Össz.    | Idő         | Hely.       | Össz.       | Idő      | Hely.    | Össz.    | Idő     | Helyezés |
| ----------------- | ----------- | -------- | -------- | -------- | ----------- | ----------- | ----------- | -------- | -------- | -------- | ------- | -------- |
| Armando Padilla   | 100 m       | 11,52    | 8.       | 63.      | kiesett     | kiesett     | kiesett     | kiesett  | kiesett  | kiesett  | kiesett | kiesett  |
| Armando Padilla   | 200 m       | 23,07    | 4.       | 42.      | 22,74       | 7.          | 30.         | kiesett  | kiesett  | kiesett  | kiesett | kiesett  |
| Ricardo Larios    | 400 m       | 50,52    | 8.       | 43.      | kiesett     | kiesett     | kiesett     | kiesett  | kiesett  | kiesett  | kiesett | kiesett  |
| Erasmo Gómez      | 800 m       | 1:57,97  | 8.       | 40.      |             |             |             | kiesett  | kiesett  | kiesett  | kiesett | kiesett  |
| Francisco Menocal | 1500 m      | 4:12,47  | 9.       | 41.      |             |             |             | kiesett  | kiesett  | kiesett  | kiesett | kiesett  |

| Versenyző      | Versenyszám | Selejtező                | Selejtező                | Döntő    | Döntő    |
| Versenyző      | Versenyszám | Eredmény                 | Helyezés                 | Eredmény | Helyezés |
| -------------- | ----------- | ------------------------ | ------------------------ | -------- | -------- |
| Carlos Abaunza | Magasugrás  | érvényes kísérlet nélkül | érvényes kísérlet nélkül | kiesett  | kiesett  |

## Cselgáncs
| Versenyző      | Versenyszám  | Csoport | Selejtező         | 32-es főtábla                         | Nyolcaddöntő      | Negyeddöntő       | Elődöntő          | Vigaszág negyeddöntő | Vigaszág elődöntő | Bronz- mérkőzés   | Döntő             | Helyezés |
| Versenyző      | Versenyszám  | Csoport | Ellenfél Eredmény | Ellenfél Eredmény                     | Ellenfél Eredmény | Ellenfél Eredmény | Ellenfél Eredmény | Ellenfél Eredmény    | Ellenfél Eredmény | Ellenfél Eredmény | Ellenfél Eredmény | Helyezés |
| -------------- | ------------ | ------- | ----------------- | ------------------------------------- | ----------------- | ----------------- | ----------------- | -------------------- | ----------------- | ----------------- | ----------------- | -------- |
| José Cornavaca | Félnehézsúly | A       | erőnyerő          | Jean-Luc Rougé (FRA) · V              | kiesett           | kiesett           | kiesett           |                      |                   |                   |                   | 18.      |
| José Cornavaca | Nyílt        | A       |                   | Pak Csonggil (Pak Jong-Gil) (PRK) · V | kiesett           | kiesett           | kiesett           |                      |                   |                   |                   | 16.      |

## Kerékpározás

### Országúti kerékpározás
Férfi
| Versenyző                                                        | Versenyszám     | Idő              | Helyezés      |
| ---------------------------------------------------------------- | --------------- | ---------------- | ------------- |
| Miguel Espinoza                                                  | Mezőnyverseny   | nem ért célba    | nem ért célba |
| Hamblin González                                                 | Mezőnyverseny   | nem ért célba    | nem ért célba |
| David Iornos                                                     | Mezőnyverseny   | nem ért célba    | nem ért célba |
| Manuel Largaespada                                               | Mezőnyverseny   | nem ért célba    | nem ért célba |
| Miguel Espinoza Hamblin González David Iornos Manuel Largaespada | Csapat időfutam | 2:51:23 (+42:30) | 27.           |

## Ökölvívás
| Versenyző        | Versenyszám | 32-es főtábla                 | Nyolcaddöntő                         | Negyeddöntő       | Elődöntő          | Döntő             | Helyezés    |
| Versenyző        | Versenyszám | Ellenfél Eredmény             | Ellenfél Eredmény                    | Ellenfél Eredmény | Ellenfél Eredmény | Ellenfél Eredmény | Helyezés    |
| ---------------- | ----------- | ----------------------------- | ------------------------------------ | ----------------- | ----------------- | ----------------- | ----------- |
| Agustin Martínez | Légsúly     | erőnyerő                      | David Larmour (IRL) · nem vett részt | kiesett           | kiesett           | kiesett           | helyezetlen |
| Ernesto González | Könnyűsúly  | Nelson Calzadilla (VEN) · 0-5 | kiesett                              | kiesett           | kiesett           | kiesett           | 15.         |

## Súlyemelés
| Versenyző        | Versenyszám | Szakítás                 | Szakítás                 | Lökés    | Lökés    | Összesen | Helyezés |
| Versenyző        | Versenyszám | Eredmény                 | Helyezés                 | Eredmény | Helyezés | Összesen | Helyezés |
| ---------------- | ----------- | ------------------------ | ------------------------ | -------- | -------- | -------- | -------- |
| Naftaly Parrales | 56 kg       | érvényes kísérlet nélkül | érvényes kísérlet nélkül | kiesett  | kiesett  | kiesett  | kiesett  |
| Sergio Moreno    | 67,5 kg     | 92,5                     | 21.                      | 125,0    | 18.      | 217,5    | 18.      |

## Úszás
Férfi
| Versenyző          | Versenyszám    | Előfutam | Előfutam | Előfutam | Elődöntő | Elődöntő | Elődöntő | Döntő   | Döntő    |
| Versenyző          | Versenyszám    | Idő      | Hely.    | Össz.    | Idő      | Hely.    | Össz.    | Idő     | Helyezés |
| ------------------ | -------------- | -------- | -------- | -------- | -------- | -------- | -------- | ------- | -------- |
| Campari Knoepffler | 100 m gyors    | 58,48    | 6.       | 41.      | kiesett  | kiesett  | kiesett  | kiesett | kiesett  |
| Campari Knoepffler | 100 m mell     | 1:15,18  | 7.       | 32.      | kiesett  | kiesett  | kiesett  | kiesett | kiesett  |
| Campari Knoepffler | 100 m pillangó | 1:02,05  | 6.       | 42.      | kiesett  | kiesett  | kiesett  | kiesett | kiesett  |
| Frank Richardson   | 200 m gyors    | 2:12,33  | 7.       | 55.      |          |          |          | kiesett | kiesett  |
| Frank Richardson   | 400 m gyors    | 4:40,76  | 6.       | 47.      |          |          |          | kiesett | kiesett  |
| Frank Richardson   | 100 m hát      | 1:12,38  | 7.       | 41.      | kiesett  | kiesett  | kiesett  | kiesett | kiesett  |